# Rozseč
Rozseč (deutsch Rossetsch, auch Rosetz) ist eine Gemeinde in Tschechien. Sie liegt acht Kilometer nördlich von Velká Bíteš und gehört zum Okres Žďár nad Sázavou.

## Geographie
Rozseč befindet sich in der zur Böhmisch-Mährischen Höhe gehörigen Křižanovská vrchovina (Krischanauer Bergland) in der Talmulde eines rechten Zuflusses zur Halda. Südlich erhebt sich die Horka (551 m) und im Westen der Malý kamenný vrch (592 m). Nordöstlich des Dorfes liegt der Stauweiher Cihelna.
Nachbarorte sind Vidonín im Norden, Vratislávka und Žďárec im Nordosten, Rojetín im Osten, Borovník im Südosten, Březí im Süden, Ondrušky und Skřinářov im Südwesten, Rohy im Westen und Milešín im Nordwesten.

## Geschichte
Erstmals urkundlich erwähnt wurde das Dorf im Jahre 1346. Bis ins 15. Jahrhundert war es Sitz der Vladiken von Rozseč. Bedřich von Rozseč verkaufte 1352 die Hälfte seines Hofes an Mikuláš von Rožínka. Dieser Anteil gelangte danach an Jan von Lomnice, er reichte ihn 1356 an Ondřej Dunajov weiter. Besitzer des gesamten Gutes war 1451 Ondřej von Březí, ihm folgte zum Ende des 15. Jahrhunderts Jan Osvitín von Rozseč.
Nach 1550 erwarb Jan von Nová Ves und Radkov den Besitz. Danach erlosch das Dorf. Als Jan Humpolecký von Rybenský 1617 das Gut Rojetín seiner Herrschaft Ossowa zuschlug, wurde Rozseč als Neugründung aufgeführt.
Möglicherweise stand das alte Dorf am nördlich von Rozseč gelegenen Platz Na pustým, wo Mauerreste und Teile einer alten Wasserleitung aufgefunden wurden. Dort wurde 1892 bei einer Hochwasserflut auch eine eiserne Pike ausgespült, alten Überlieferungen nach soll an der Stelle eine Burg gestanden sein. Gepfarrt war das Dorf ursprünglich nach Hermannschlag und kam später zur Pfarre Březí.
Nach der Aufhebung der Patrimonialherrschaften bildete Roseč ab 1850 einen Ortsteil der Gemeinde Březí in der Bezirkshauptmannschaft Groß Meseritsch. Zum Ende des 19. Jahrhunderts wurde das Dorf nach Borovník umgemeindet. Seit 1908 bildet Roseč eine eigene Gemeinde, die 1924 den Namen Rozseč erhielt. Ab 1949 gehörte die Gemeinde zum Okres Velká Bíteš, 1961 wurde sie dem Okres Žďár nad Sázavou zugeordnet.

## Ortsgliederung
Für die Gemeinde Rozseč sind keine Ortsteile ausgewiesen.

## Sehenswürdigkeiten
- Glockenturm
- Marterl, östlich des Dorfes